# Primer ordinal infinito
El primer ordinal infinito o menor ordinal infinito, designado como ω, es un número ordinal cuyo tipo de orden se puede identificar con el orden total de los números naturales.

## Explicación

### Ordinales finitos y relación de orden
La definición cobra sentido cuando se tiene en cuenta que un número ordinal se define como un conjunto, por ejemplo los primeros números ordinales se pueden concebir como conjuntos:

{\displaystyle 0=\varnothing ,\quad 1=\{\varnothing \},\quad 2=\{\varnothing ,\{\varnothing \}\},\quad 3=\{\varnothing ,\{\varnothing \},\{\varnothing ,\{\varnothing \}\}\}\dots }

De hecho, un número ordinal es siempre un conjunto transitivo y bien ordenado, cualquier subconjunto a la vez es un elemento, por ejemplo en la serie anterior puede verse que:

{\displaystyle 0\in 1\in 2\in 3}

Esto permite definir la relación de orden total entre números ordinales:

{\displaystyle \alpha <\beta \quad \Leftrightarrow \quad \alpha \in \beta }

### Ordinales infinitos
La construcción anterior para los primeros números naturales, repetida un número finito de veces siempre da lugar a un ordinal finito. Pero podemos concebir un conjunto transitivo y totalmente ordenado que no sea finito, por ejemplo podemos considerar una sucesión infinita no acotada:

{\displaystyle 0\in 1\in 2\in 3\in \dots \in n\in n+1\in n+2\in \dots \omega }

El conjunto {\displaystyle \omega } puede interpretarse como el propio {\displaystyle \mathbb {N} }, que es un conjunto totalmente ordenado y transitivo (si pensamos cada número natural como un conjunto de los números menores que él), por lo que podemos escribir {\displaystyle \omega \sim \mathbb {N} }.
El axioma de infinitud formaliza esta idea al postular que existe un conjunto {\displaystyle \omega } tal que:

{\displaystyle \exists \omega \left[\exists x(\forall z\,\neg (z\in x)\land x\in \omega )\land \forall y(y\in \omega \Rightarrow S(y)\in \omega )\right].}

donde {\displaystyle S(y)=y\cup \{y\}} designa el sucesor de {\displaystyle y}. Puesto que la teoría de conjuntos axiomática de Zermelo-Fraenkel se postula que dicho conjunto existe, cualquier modelo de esos axiomas incluirá un conjunto con esa propiedad, que se puede identificar con los números naturales. Nótese que el conjunto {\displaystyle \mathbb {N} } satisface las mismas propiedades que el {\displaystyle \omega } del anterior axioma de infinitud si pensamos que cada número entero se definie a partir de sus ancesores como {\displaystyle n=\{0,1,2,\dots ,n-1\}} y además {\displaystyle 0=\varnothing } es el conjunto sin elementos.

## Definición
Cualquier modelo para los axiomas ZF contendrá un conjunto transitivo y totalmente ordenado por la relación de pertenencia {\displaystyle \in } que satisface el axioma de inifinitud. Ese conjunto es precisamente el "menor número ordinal infinito", que a su vez usando los otros axiomas de la teoría permite construir más ordinales transfinitos mayores.

## Propiedades
Todo número ordinal, considerado como conjunto, tiene una cardinalidad. Resulta que {\displaystyle \omega } tiene cardinalidad {\displaystyle \aleph _{0}} (alef cero) y, como es un cardinal regular, en muchos contextos se suele considerar indistintamente {\displaystyle \omega =\aleph _{0}}.